# Adolf Langfeld

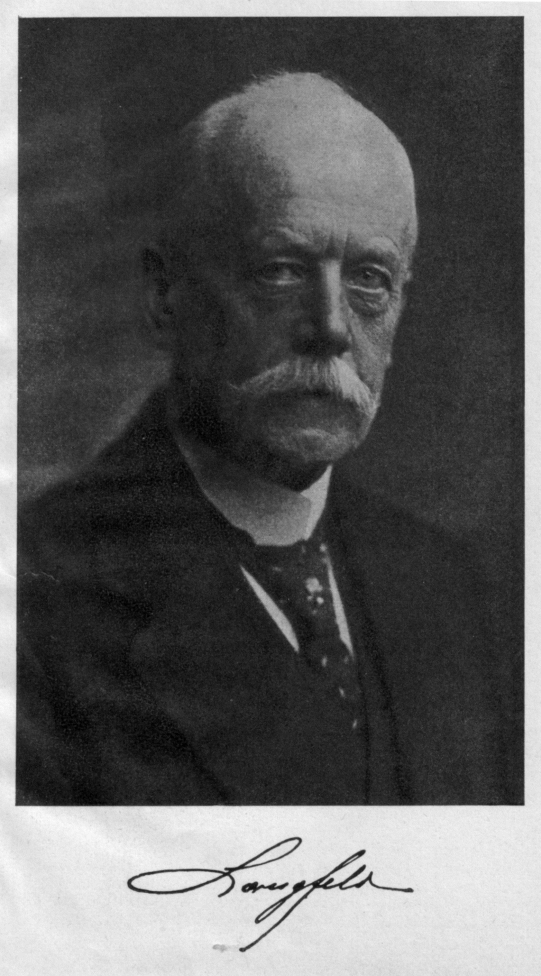
Adolf Langfeld (1854–1939)

Ferdinand Helmuth August Wilhelm Adolf Langfeld (* 27. August 1854 in Rostock; † 4. April 1939 in Schwerin) war ein deutscher Jurist und Politiker und von 1914 bis 1918 Staatsminister des Großherzogtums Mecklenburg-Schwerin.

## Leben
Adolf Langfeld entstammte dem zweiten (Adolfschen) Zweig seines Geschlechts und wurde als zweiter von vier Söhnen des namensgleichen Rostocker Kaufmanns und Senators (Theodor Karl Johann) Adolf Langfeld (1821–1860) und dessen Frau Julie (Johanna Friederike), geb. Josephi (1827–1884) geboren. Er studierte Rechtswissenschaften in Leipzig, Heidelberg und Rostock. In Heidelberg trat Langfeld im Sommersemester 1873 der Studentenverbindung Leonensia bei. Nach bestandenem Advoctur-Examen arbeitete er als Rechtsanwalt in Rostock und gleichzeitig als Auditor am Großherzoglichen Amt Toitenwinkel. Fast unmittelbar nach dem Examen wurde er an der Universität Rostock zum Dr. iur. promoviert. Dies war möglich, da seine Examensarbeit aufgrund ihrer Qualität als Dissertation gewertet wurde.

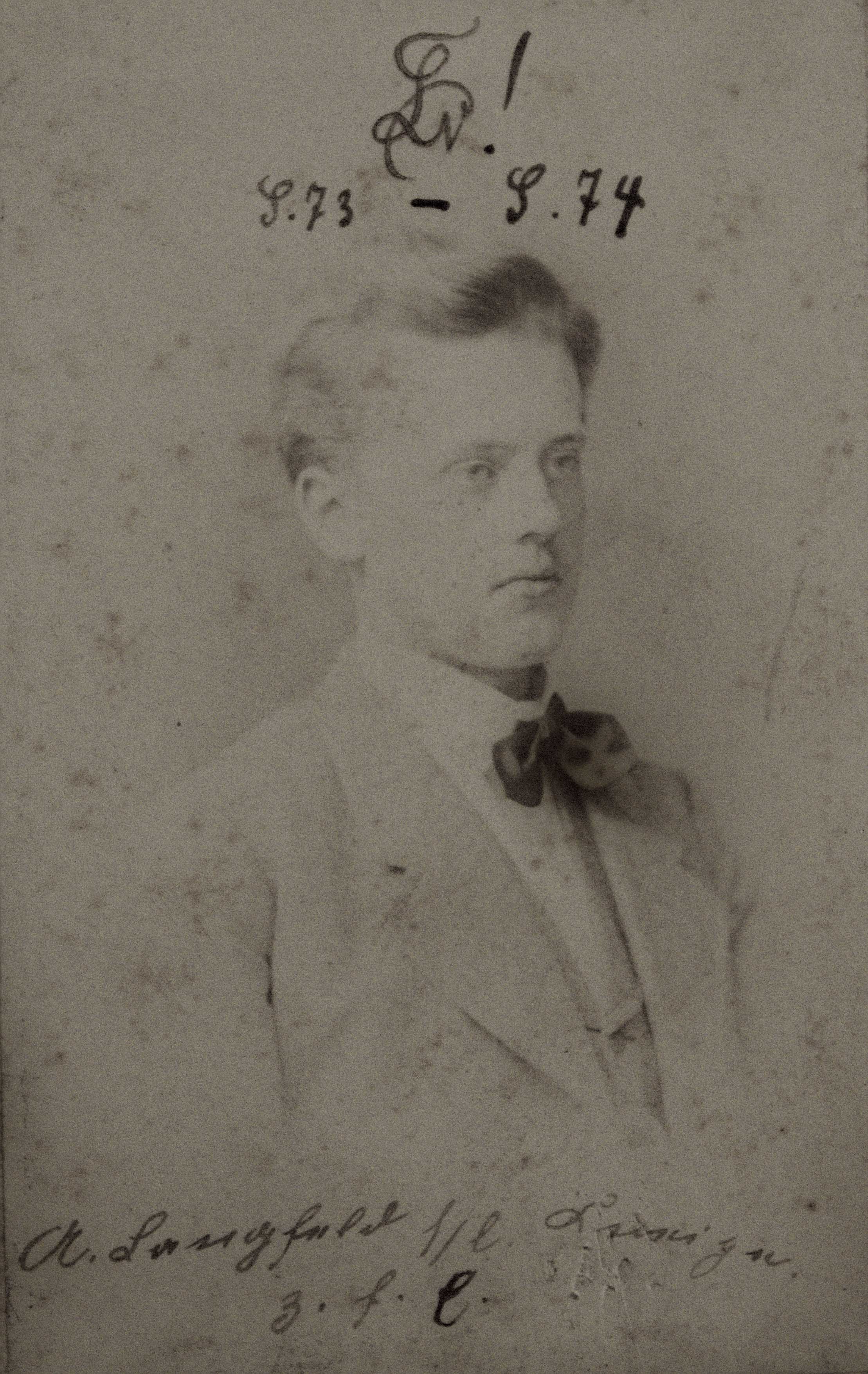
Adolf Langfeld als Student

Nächste Station seines beruflichen Wirkens war die Staatsanwaltschaft beim Landgericht Schwerin, wo er als Staatsanwaltsgehilfe Anstellung fand. Weitere Stationen im Justizwesen des Großherzogtums Mecklenburg-Schwerin folgten. Zwischen 1886 und 1887 diente er als Amtsrichter in Gadebusch, als Richter am Landgericht Güstrow und vortragender Rat im Justizministerium.
1889 erfolgte die Ernennung zum Ministerialrat und die Berufung zum stellvertretenden Mitglied des Bundesrates in Berlin, wo er unter anderem an der Entstehung des Bürgerlichen Gesetzbuches beteiligt war. Ferner wurde er in Angelegenheiten des großherzoglichen Hauses verwendet. So begleitete er den Erbgroßherzog Friedrich Franz (den späteren Großherzog Friedrich Franz IV.) als Tutor bei dessen Jurastudium in Bonn. Zwischen 1900 und 1904 war er Präsident des Landgerichtes Schwerin tätig, 1904 erfolgte dann die Berufung zum Staatsrat.
Durch den jungen Großherzog wurde er anschließend zum Minister der Justiz und 1914 zum Staatsminister (Ministerpräsident) des Großherzogtums berufen. Dieses Amt behielt er bis zum Ausbruch der Novemberrevolution 1918. Er ging dann in den  Ruhestand.
Als überzeugter Anhänger des Bismarck-Reiches und des Systems der konstitutionellen Monarchie erlebte Langfeld die Novemberrevolution und die anschließende Weimarer Republik zunächst als politische Katastrophe, richtete sich jedoch aus Angst vor einem Bürgerkrieg gegen rechte Putschversuche. Seiner konservativen Gesinnung blieb er in den nachfolgenden Jahren treu. Nach dem Krieg engagierte er sich in der nationalkonservativen Deutschnationalen Volkspartei (DNVP). Als Vorsitzender des Mecklenburgischen Landesvereins begann er sich zudem für eine Neuorganisation der Rotkreuzgesellschaften hin zu einer zivilen Wohlfahrtsorganisation einzusetzen. Ab 1921 übernahm er zudem die Leitung der evangelisch-lutherischen Landessynode. Zwischen 1922 und 1933 stand er der Landessynode Mecklenburg-Schwerin als Präses vor und setzte sich im für einen engeren Zusammenschluss der evangelischen Landeskirchen im Kirchenbund (einem Vorläufer der EKD) ein.
Adolf Langfeld war zudem ab 1882 Mitglied und vom 1. Juli 1914 bis Februar 1935 Präsident (ab 1934: Vereinsleiter) des Vereins für Mecklenburgische Geschichte und Altertumskunde. Im Rechtsstreit um Hoheitsrechte in der Lübecker Bucht vor der Staatsgerichtshof für das Deutsche Reich (Lübecker-Bucht-Fall) verfasste er zwei Rechtsgutachten für das Land Mecklenburg-Schwerin. Im Jahr 1930 erschien seine Autobiographie „Mein Leben“, die zwei Mal aufgelegt wurde.

## Ehrungen

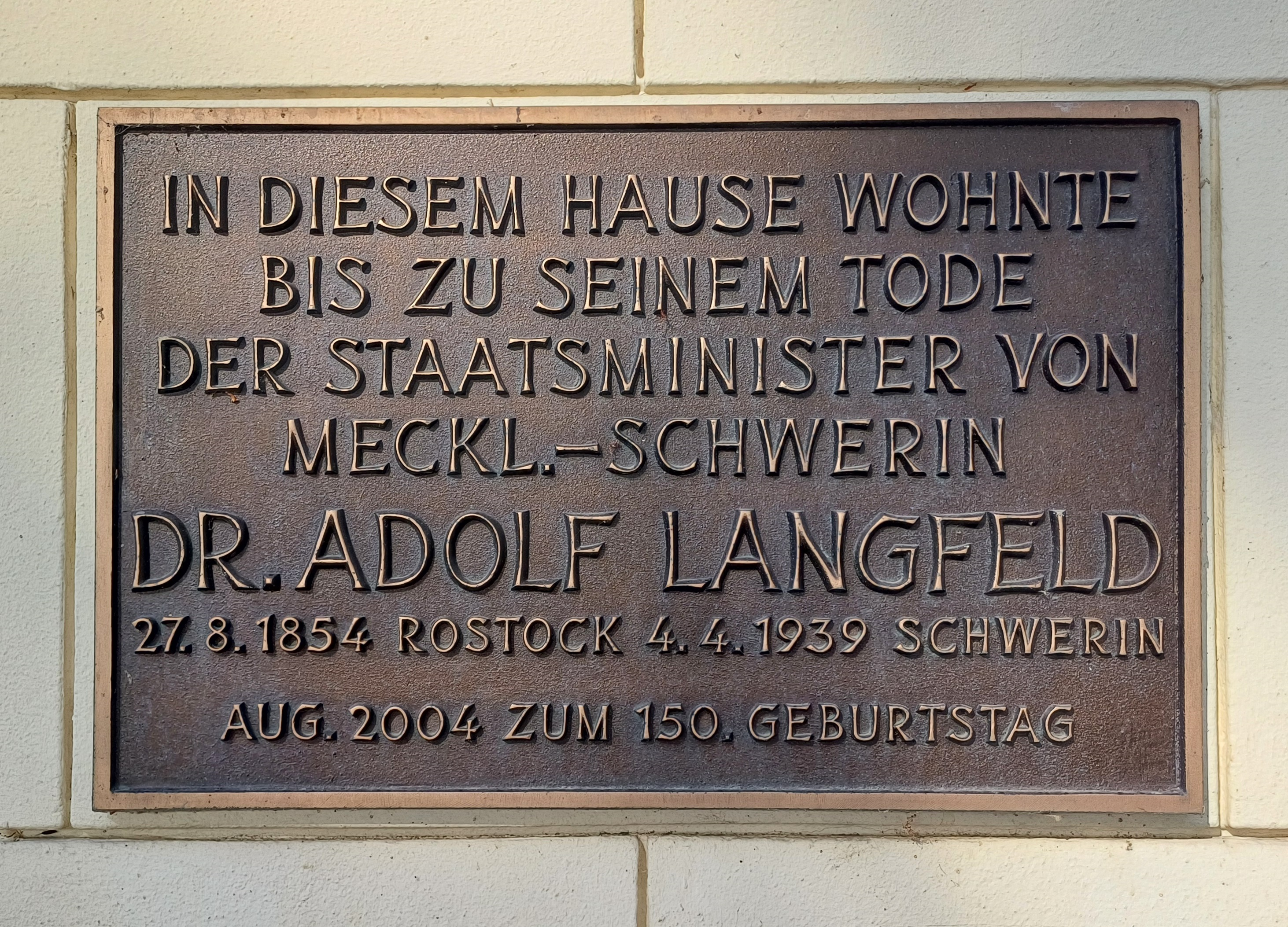
Gedenktafel am ehemaligen Wohnhaus Langfelds in der Alexandrinenstraße in Schwerin

- Hausorden der Wendischen Krone, Großkreuz mit der Krone in Gold
- Preußischer Kronenorden, 2. Klasse mit Stern
- Orden von Oranien-Nassau, Großkreuz
- Dannebrogorden, Großkreuz
- Orden Heinrichs des Löwen, Großkreuz
- Reußisches Ehrenkreuz, 1. Klasse mit der Krone
- Rote Kreuz-Medaille, 2. und 3. Klasse
- Mecklenburg-Schweriner Militärverdienstkreuz
- Eisernes Kreuz, 2. Klasse
- Verdienstkreuz für Kriegshilfe
- Ehrenzeichen des Deutschen Roten Kreuzes, 2. Klasse
- Gedächtnismedaille Großherzog Friedrich Franz III.
- Preußische Landwehr-Dienstauszeichnung 2. Klasse
- Niederländische Vermählungs-Erinnerungsmedaille 1901
- Ehrendoktorwürde der Theologischen Fakultät der Universität Rostock, Juni 1926
- Verleihung des Ehrenprädikats Exzellenz, April 1907

## Werke
- Die Lehre vom Retentionsrecht: nach gemeinem Recht. Rostock 1886 (Dissertation).
- Mecklenburgische Ausführungsverordnungen zum Bürgerlichen Gesetzbuch. Leipzig 1899.
- Zur Geschichte der Verfassungsreform in Mecklenburg seit 1848. In: Mecklenburg im Kriege. Mecklenburgische Zeitung/Bärensprungsche Druckerei, Schwerin 1918, S. 30–36.
- Mecklenburg und die neue Reichsreform. In: Mecklenburger Nachrichten. 11. und 12. Januar 1919.
- Rechtfertigt sich der staatliche Anschluss Mecklenburgs an Preußen?. In: Rostocker Anzeiger. Jahrgang 46, Nr. 41,  18. Februar 1926. S. 1.
- Über die Grenzen der Staatshoheit von Mecklenburg-Schwerin und Lübeck in der Lübecker Bucht. Rechtsgutachten. In: Jahrbücher des Vereins für Mecklenburgische Geschichte und Altertumskunde. Bd. 90, Schwerin 1926, S. 1–14. (Volltext und Digitalisat).
- Über die Grenzen der Staatshoheit in der Travemünder Bucht. Zweites Erachten. In: Jahrbücher des Vereins für Mecklenburgische Geschichte und Altertumskunde. Bd. 90, Schwerin 1926, S. 15–24. (Volltext und Digitalisat).
- Mein Leben. Erinnerungen des Mecklenburg-Schwerinschen Staatsministers D. Dr. Adolf Langfeld. In: Mecklenburgische Monatshefte. Bd. 6 (1930), 1, S. 16–18. (Digitalisat; PDF; 1,3 MB).